# Toudja
Toudja là một đô thị thuộc tỉnh Béjaïa, Algérie. Dân số thời điểm năm 2002 là 10.659 người.